# デル・ハリス
デル・ハリス（Delmer William "Del" Harris, 1937年6月18日 - ）は、アメリカ合衆国のバスケットボールの指導者。インディアナ州出身。アメリカ男子プロバスケットボールリーグNBAでヒューストン・ロケッツ、ロサンゼルス・レイカーズなどのヘッドコーチを務め、NBA通算で、レギュラーシーズンでは1,013試合を指揮し、556勝457敗、プレイオフは88試合38勝50敗。

## 経歴
1970年プロのヘッドコーチキャリアをヒューストン・ロケッツでスタートした。その後、NBAの数チームで、ヘッドコーチ、アシスタントコーチを務め、1995年ロサンゼルス・レイカーズで最優秀コーチ賞を受賞している。2022年、功労者部門でバスケットボール殿堂入りを果たした。